# Anu Menon
Anu Menon (geb. als Anuradha Menon in Madras) ist eine indische Regisseurin und Drehbuchautorin. Sie drehte z. B. Filme wie London, Paris, New York (2012) oder Waiting (2016) und arbeitete mit Künstlern wie Naseeruddin Shah und Kalki Koechlin zusammen. Menon schloss die London Film School erfolgreich ab.

## Leben
Anu wuchs in Delhi auf und studierte in KV Andrews Ganj. Sie studierte an der BITS Pilani und fing danach an, in der Werbebranche zu arbeiten. Außerdem nahm sie an einem Workshop an der New York Film Academy teil und schrieb sich für einen Kurs an der London Film School ein.
Anu Menon ist verheiratet, ihr Mann stammt aus Kerala. Zusammen haben sie eine Tochter.

## Karriere
In ihrer frühen Karriere drehte Menon vor allem Kurzfilme, z. B. Ravi Goes To School, und Baby, einen Dokumentationsfilm. Ihr Debütfilm war eine romantische Komödie namens London, Paris, New York (2012). Ihr zweiter Film, Waiting (2016) wurde von Ishka Films und Drishyam Films produziert.
Menon nahm auch an einem Projekt mehrerer Regisseure teil, welches X: Past Is Present hieß. Im Projekt leitete sie die Abteilung "Oysters".

## Filmografie
- 2012: London, Paris, New York
- 2015: X: Past Is Present
- 2016: Waiting
- 2020: Shakuntala Devi

## Fernsehen
| Jahr | Titel                      | Kanal        |
| ---- | -------------------------- | ------------ |
| 2019 | Four More Shots Please!    | Amazon Video |
| 2023 | The Winter King (2 Folgen) | MGM+         |